# 専門大学
大韓民国の専門大学（せんもんだいがく・전문대학）とは、技術系高等教育機関（職業大学）のひとつ。一般の大学が修学年限4年で教育課程も基本的な理論中心で研究職を養成するのが目的となっているのに対し（研究大学）、専門大学は修学年限が数か月制から2・3年制（看護学科は4年制）で、高度な職業教育が中心となっている。修学年限が4年制以上の大学は日本と同じ大学または大学校と呼ばれる。
殊に中堅工業技術者の養成は主として専門大学で行われ、実際に専門大学の6割が理工系、1980年代前半までは専門大学の大部分が理工系や医療技術系であった。ただ、近年はITや観光など他分野の専門的な技術者を養成する専門大学も増えている。
1990年の時点で専門大学は120校以上あり、韓国の大学進学率の向上に貢献している（韓国では大学進学率が80%を超えていて、40パーセントが四年制大学で残りの40パーセントが専門大学の進学者数である。）実学的で即戦力となるため就職率は良い。専門大学から四年制大学への編入が盛んになっている。卒業すると専門学士の学位を得ることが出来る。

## 設立の背景
1949年に制定された教育法によって4年制大学とともに2年制の初級大学が設立される。1963年に中卒者を対象にした5年制の実業高等専門学校の制度ができるが、1970年に発足した高卒者を対象にした専門学校が設立されるとこの制度に統合されることとなった。結果的に1979年には初級大学と専門学校は統合され専門大学になったが、専門学校（実用専門学校、職業専門学校）は、2024年現在も存在しており、法律上の高等教育機関としての認可を受けている専門学校や各種学校は専門大学と同じ技術系高等教育機関である。

## 男女比の違い
専門大学では実学・専門的な分野全般が対象であるため、四年制大学と同様に学科・専攻によって男女比が異なる程度である。

## 就職率
90年代以降、大学設置基準の緩和によって全国に四年制大学や専門大学が設置され、大学進学者数が増加していった。
更にアジア通貨危機（IMF金融危機）によって新卒採用が絞られた結果、深刻な就職難になっている。
その中でも、実学を学ぶ専門大学においては就職率が良好であった。
しかし2000年代に入り更に就職難が深刻化すると専門大学においても就職率が悪化していくことになる。
専門大学の中には半導体や自動車など中核産業における中級技術者を養成する学科を設置して、産業界の需要にマッチした人材を育成し、軍隊への入隊や四年制大学編入者を除けば殆どが就職するという結果を残しているところもある。2009年度における就職率は四大卒が68.2％だったのに対し、専門大卒の就職率は86.5％と四大卒より高い割合を示した。そのため、専門大学は倍率が向上し、合格難易度が四年制大学よりも難しくなるところが現れている。

## 編入学
1998年に大学編入学ができるようになると、地方の大学や専門大学からソウル都市圏の大学への編入学が相次いだ。
そのため地方の専門大学のなかには、就職以外にも大学編入学をする者も増えている。
韓国は財閥系企業が強く、ソウル一極集中が進んでいるため必然的にソウルの大学が就職に有利になるといわれている。
また、ソウル首都圏への大学設立を規制していたため国立大学を除けば新設された私立大学や専門大学は地方にあることになる。そのためソウル出身でも成績が振るわない者は地方の大学や専門大学へ通うことになり、その敗者復活戦の意味合いとして編入学が日本よりも盛んになっている。

## 社会における専門大学
全体の就職率は8割以上になっている。四年制大学全体での就職率は6割に留まっていることから、産業界や社会の要求に合致した専攻や教育を行っていると評価されている。
また企業側の見地ではコストパフォーマンス（四大卒に比べ低賃金で即戦力になる）に優れている点から、新規卒業時における就職率は高い。近年は少子化と90年代の大学設置基準緩和による定員拡大によって専門大学や地方の四年制大学を中心に定員割れが深刻化している。また、学歴社会の影響で四年制大学への編入試験が盛んに行われている。近年は三年制課程の対象を拡大している。
最近では四年制大学卒業後、就職に有利な技術が習得出来るとして専門大学に入学するものが増えている。
1998年の名称自由化により、「専門」を掲げない専門大学が増えている。